# Striderna vid Filpula
Striderna vid Filpula utkämpades under finska inbördeskriget i februari och mars månad 1918 mellan de vita och de röda.
Striderna vid Filpulafronten var intensiva i och med att de röda sökte erövra Haapamäki järnvägsknutpunkt. På den röda sidan verkade även ryska 106. Divisionens kommendör överste Michail Svetjnikov, som hade även ryska soldater till sitt förfogande. 
I Filpula drabbade man samman den 2 februari och nästa gång den 7 februari, då de röda räknade 1 300 man och de vita 300. Vilppulankoski var isfritt, vilket lände de vita till fördel. Anfallen fortsatte och större sammandrabbningar ägde rum mellan 21 och 22 februari och den 13 mars. Mellan striderna drog sig de röda tillbaka till sin bas i Lyly. 
Ett minnesmärke över striderna återfinns på Vilppulankoskis strand. Den är utförd av Arvi Tynys 1936. Ett rött minnesmärke återfinns i Lyly.